# イノベーション・科学経済開発省 (カナダ)
イノベーション・科学経済開発省（イノベーション・かがくけいざいかいはつしょう、英語：Innovation, Science and Economic Development Canada、略称：ISED、仏語：Innovation, Sciences et Développement économique Canada）は、カナダ連邦政府内で、カナダのイノベーションや科学、産業・経済開発に関する行政、規制、業務を司る省庁である。本部はオンタリオ州オタワにある。
2015年11月に組閣されたジャスティン・トルドー内閣により、従来の産業省がイノベーション・科学経済開発省に改称された。
現在のイノベーション・科学・産業大臣はフランソワ=フィリップ・シャンパーニュ（François-Philippe Champagne）、国際貿易・輸出振興・小規模ビジネス・経済開発大臣はメアリー・イン（Mary Ng）、観光大臣はソラヤ・マルティネス・フェラーダ（Soraya Martinez Ferrada）、地方経済開発大臣はグディー・ハッチングス（Gudie Hutchings）、中小企業大臣はレチー・バルデス（Rechie Valdez）である。

## 主な組織
イノベーション・科学経済開発省は下記の大臣、組織を管轄している。
- イノベーション・科学・産業大臣
- 国際貿易・輸出促進・経済開発大臣
- 観光大臣
- 農村経済開発大臣
- 中小企業大臣

### 部局・庁
- カナダ・イノベーション財団（Canada Foundation for Innovation、CFI）
- カナダ知的財産局（Canadian Intellectual Property Office、CIPO）
- カナダ著作権委員会（Copyright Board of Canada）
- 競争法廷 (Competition Tribunal)
- カナダ企業庁（Corporations Canada）
- カナダ統計局（Statistics Canada）
- カナダ宇宙庁（Canadian Space Agency）
- カナダ観光局（Destination Canada、旧Canada Tourism Commission）
- カナダ事業開発銀行（Business Development Bank of Canada）
- カナダ国立研究機構（National Research Council of Canada）
- カナダ社会人文科学研究機構（Social Sciences and Humanities Research Council of Canada）
- カナダ自然科学・工学研究機構（Natural Sciences and Engineering Research Council of Canada）
- カナダ規格審議会（Standards Council of Canada、SCC）
- カナダ大西洋地域経済促進庁（Atlantic Canada Opportunities Agency）
- カナダ・ケベック地域経済開発庁（Economic Development Agency of Canada for the Regions of Quebec）
- カナダ北方地域経済開発庁（Canadian Northern Economic Development Agency）
- 南オンタリオ連邦経済開発庁（Federal Economic Development Agency for Southern Ontario）
- 北オンタリオ連邦経済開発局（Federal Economic Development Initiative for Northern Ontario、FedNor）
- カナダ西部経済多角化局（Western Economic Diversification Canada）
- カナダアカデミー評議会 (Council of Canadian Academies)
- ゲノム・カナダ (Genome Canada)
- ピエール・エリオット・トルドー財団 (Pierre Elliott Trudeau Foundation)
- カナダ持続可能開発技術財団 (Sustainable Development Technology Canada)